# Dolichognatha baforti
Dolichognatha baforti är en spindelart som först beskrevs av Charles Valentin Alexandre Legendre 1967.  Dolichognatha baforti ingår i släktet Dolichognatha och familjen käkspindlar.
Artens utbredningsområde är Kongo. Inga underarter finns listade i Catalogue of Life.